# Buffering
Buffering je britský hraný film z roku 2011, který režírovali Christian Martin a Darren Flaxstone podle vlastního scénáře. Film popisuje snahu Aarona a Seba, kteří ztratí během ekonomické krize práci, vydělat snadno peníze.

## Děj
Aarona propustili ve stavební firmě a už tři měsíce před Sebem předstírá, že chodí do práce. Ale ani masér Seb nemá tolik klientů jako dřív. Musejí se proto ve svých výdajích uskrovnit. Aaron před Sebem rovněž zatají, že jim hrozí exekuce na dům. Začne proto tajně nahrávat sebe a Seba při sexu a videa umisťuje na placený server, aby získal finance. Když se to Seb dozví, je zklamaný. Poté, co mu Aaron sdělí důvody, souhlasí za podmínky, že nebudou vidět jejich obličeje. Když se z Bangkoku vrátí jejich kamarádka Jem, poradí jim několik technických novinek, jak mohou vylepšit svou produkci. Když však navrhne sex ve třech s jejich sousedem Mitchem, je to pro Seba už příliš.

## Obsazení
| Alex Anthony     | Seb                 |
| Conner Mckenzy   | Aaron               |
| Jessica Matthews | Jem                 |
| Oliver Park      | Mitch               |
| Bernie Hodges    | prodavač v sexshopu |
| Tony Banham      | Randy               |